# 전주서일초등학교
전주서일초등학교는 대한민국 전북특별자치도 전주시 완산구에 있는 초등학교다.

## 학교 연혁
- 1999. 05. 31 전주서일초등학교 설립인가
- 1999. 06. 01 전주서일초등학교 개교(25학급)
- 1999. 06. 03 제1대 고정완 교장 취임
- 2000. 02. 12 34학급 편성
- 2000. 03. 01 교육부지정 열린교육시범교육청 연구중심학교 운영
- 2000. 04. 01 35학급 편성
- 2001. 02. 16 제1회 졸업식(190명)
- 2001. 03. 01 38학급 편성
- 2002. 02. 15 제2회 졸업식 240명(총 430명)
- 2002. 03. 01 42학급 편성
- 2003. 02. 19 제3회 졸업식 242명(총 672명)
- 2003. 03. 01 46학급 편성
- 2003. 06. 01 전라북도교육청지정 과학교육 선도(연구)학교 운영
- 2003. 08. 31 전주여울초등학교 분리 438명
- 2003. 09. 01 39학급 편성
- 2003. 09. 01 제2대 김동복 교장 취임
- 2004. 02. 13 제4회 졸업식 273명(총 945명)
- 2004. 03. 01 41학급 편성
- 2005. 02. 16 제5회 졸업식 246명(총 1,191명)
- 2005. 03. 01 41학급 편성
- 2006. 02. 17 제6회 졸업식 218명(총 1,409명)
- 2006. 03. 01 41학급 편성
- 2006. 03. 01 전주교육대학교 교육실습 협력학교 운영(2년)
- 2006. 09. 01 제3대 송장섭 교장 취임
- 2007. 02. 08 제7회 졸업식 214명(총 1,623명)
- 2007. 03. 01 41학급 편성
- 2008. 02. 15 제8회 졸업식 227명(총 1,850명)
- 2008. 03. 01 44학급 편성
- 2009. 02. 13 제9회 졸업식 255명(총 2,105명)
- 2009. 03. 01 45학급 편성
- 2009. 03. 01 교원능력개발평가 시범학교 운영
- 2009. 09. 01 제4대 이인기 교장 취임
- 2010. 02. 11 제10회 졸업식 250명(총 2,355명)
- 2010. 03. 01 45학급 편성
- 2011. 02. 17 제11회 졸업식 258명(총 2,613명)
- 2011. 03. 01 44학급 편성
- 2012. 02. 08 제12회 졸업식 260명(총 2,874명)
- 2012. 03. 01 41학급 편성
- 2012. 03. 01 제5대 양상현 교장 부임
- 2013. 02. 15 제13회 졸업식 261명(총 3,135명)
- 2013. 03. 01 43학급 편성(남 563명, 여 576명, 총 1,139명)
- 2014. 02. 13 제14회 졸업식 255명(총 3,390명)
- 2014. 03. 01 38학급 편성(남 570명, 여 467명, 총 1,037명)
- 2014. 03. 01 제6대 박동규 교장 부임
- 2015. 02. 12 제15회 졸업식 255명(총3,646명)
- 2015. 03. 01 37학급 편성